# Автошлях E47
Європейський маршрут E47 — Європейський автомобільний маршрут, який пролягає від шведського міста Гельсинґборґ до німецького міста Любек. Маршрут проходить територією Швеції, Данії та Німеччини. Довжина маршруту сягає 290 км. Маршрут проходить через протоки Ересунн і Фемарн-Бельт. На данському острові Фальстер автошлях E47 збігається з E55.
Майбутній Фемарнбельтський міст буде частиною цього маршруту.

## Маршрут
- Швеція: Гелсинґборґ

- Данія: Гелсинґер — Копенгаген — Брендбі — Кеґе — Вординґборґ — Редбі

- Німеччина: Путтгарден — Ґремерсдорф — Любек

## Галерея

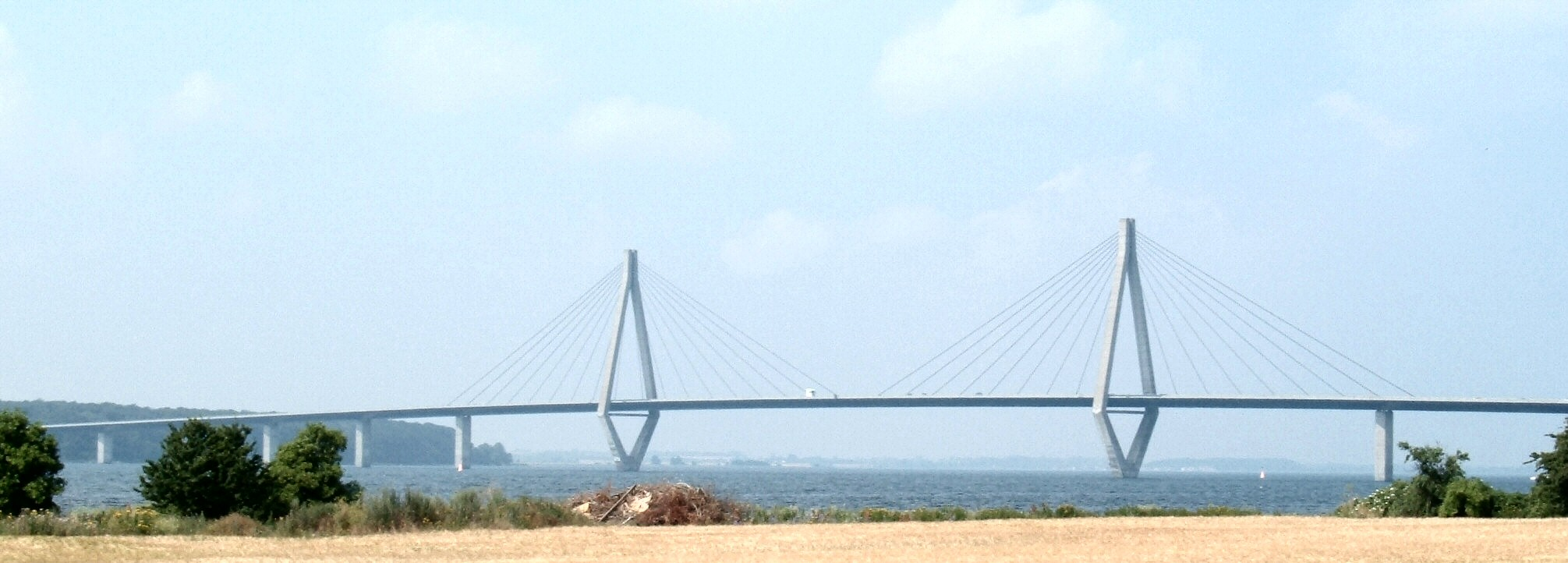
Фареський міст
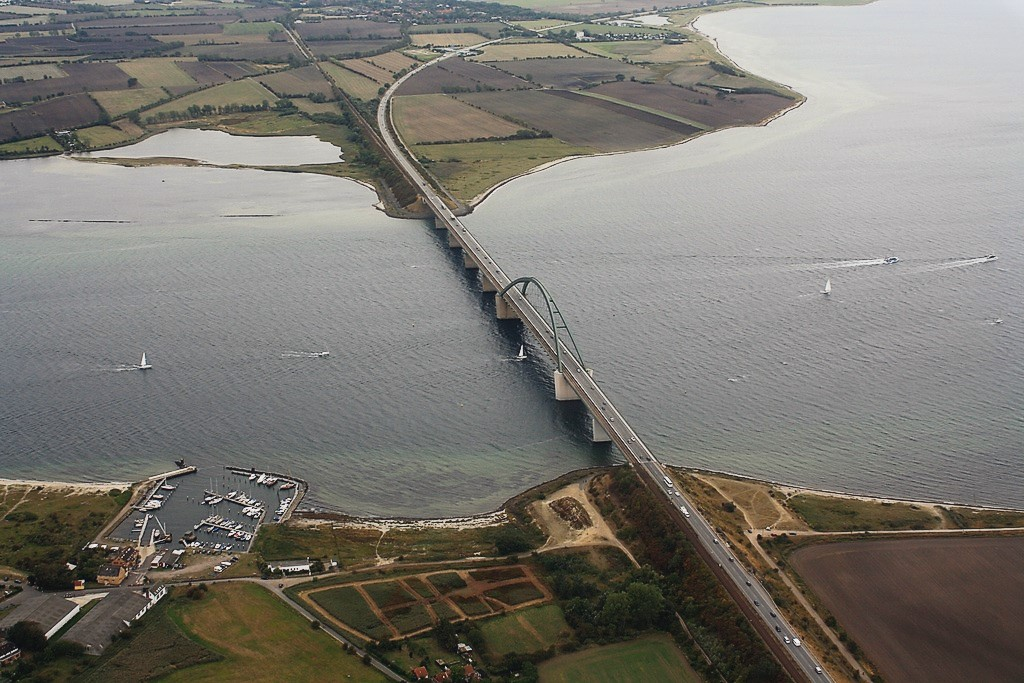
Фемарнзундський міст
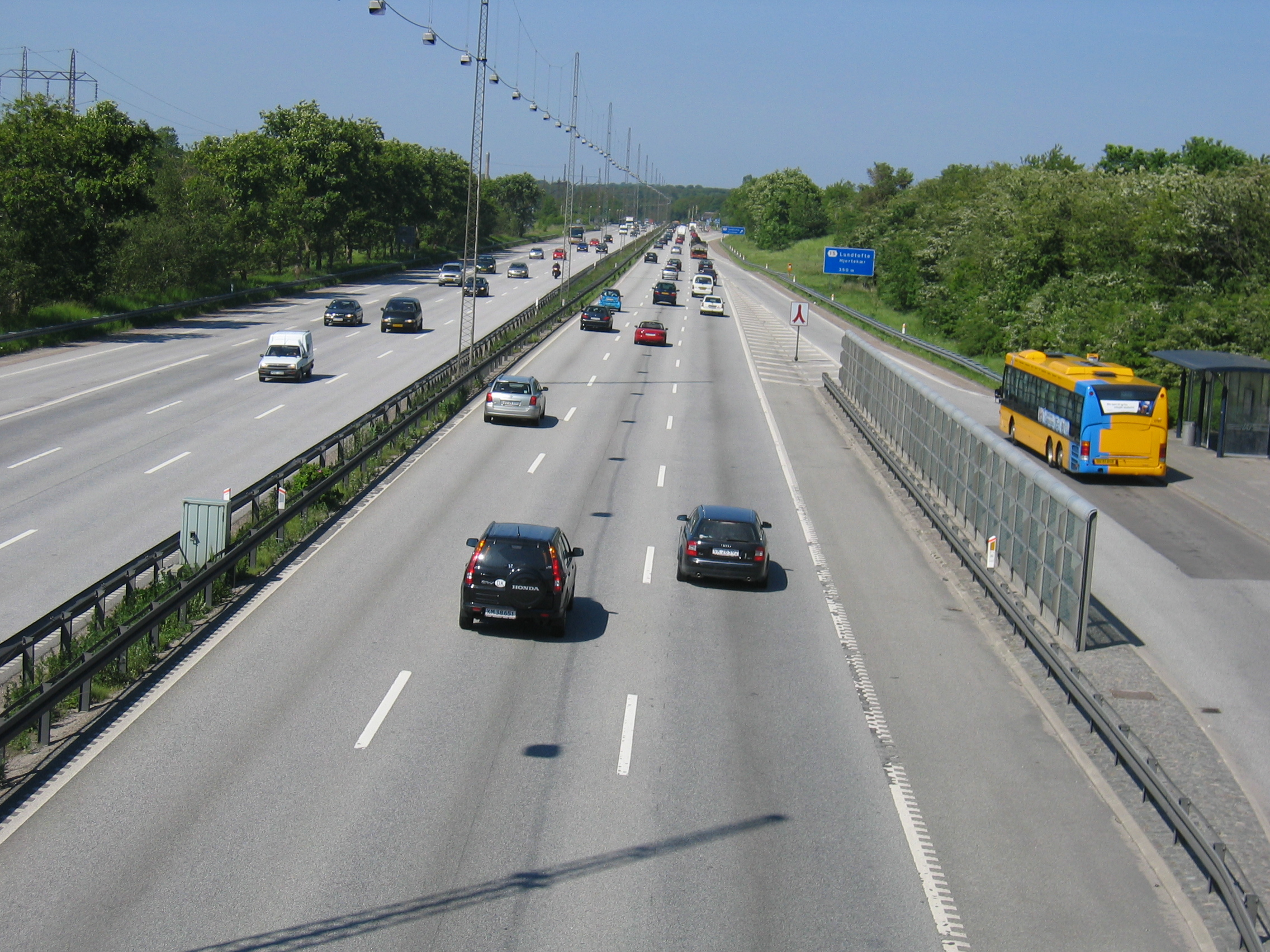
Маршрут E47 у Данії